# Courbes
Courbes ist eine französische Gemeinde mit 39 Einwohnern (Stand: 1. Januar 2022) im Département Aisne in der Region Hauts-de-France. Sie gehört zum Arrondissement Laon und zum Kanton Tergnier. Die Einwohner werden Courbésiens und Courbésiennes oder Courbéens und Courbéennes genannt.

## Geographie
Die Gemeinde Courbes liegt am Nordostrand der Landschaft Chemin des Dames am Fluss Serre zwischen den Städten Saint-Quentin im Nordwesten und Laon im Südosten. Sie grenzt im Norden an Nouvion-le-Comte, im Nordosten an Nouvion-et-Catillon, im Südosten an Monceau-lès-Leups, im Südwesten an Versigny und im Nordwesten an Anguilcourt-le-Sart. Durch das Gemeindegebiet führt die Autoroute A26 mit einer mautpflichtigen Anschlussstelle.

## Bevölkerungsentwicklung
| Jahr                       | 1962 | 1968 | 1975 | 1982 | 1990 | 1999 | 2011 | 2021 |
| -------------------------- | ---- | ---- | ---- | ---- | ---- | ---- | ---- | ---- |
| Einwohner                  | 45   | 42   | 33   | 33   | 40   | 31   | 34   | 37   |
| Quellen: Cassini und INSEE |      |      |      |      |      |      |      |      |

## Sehenswürdigkeiten

Kirche Saint-Quentin

- Kirche Saint-Quentin